# Boss (Fifth Harmony)
Boss è un singolo del gruppo musicale statunitense Fifth Harmony, pubblicato il 7 luglio 2014 come primo estratto dal primo album in studio Reflection.

## Descrizione
La canzone è stata scritta da Eric Frederic, Joe Spargur, Daniel Kyriakides, Gamal Lewis, Jacob Krasher e Taylor Parks ed è stata prodotta da Ricky Reed, Joe London e Daylight. È una canzone con sonorità R&B e hip hop, ispirata a Bills, Bills, Bills delle Destiny's Child, Can't Hold Us di Christina Aguilera e No Scrubs delle TLC.
Le interpreti hanno definito la canzone «un inno all'emancipazione femminile».

## Promozione
L'11 luglio 2014, le Fifth Harmony hanno eseguito la canzone per la prima volta al Today Show. Il gruppo si esibito con il singolo sia agli MTV Video Music Awards 2014 che al pre-show degli MTV Europe Music Awards 2014.
Per promuovere il brano, il gruppo si è inoltre esibito con Boss alla semifinale della versione britannica di X Factor.

## Tracce
Testi e musiche di Eric Frederic, Joe Spargur, Daniel Kyriakides, Gamal Lewis, Jacob Kasher e Taylor Parks, eccetto dove indicato.
Download digitale
1. Boss – 2:51
2. Sledgehammer – 3:50 (Jonas Jeberg, Meghan Trainor, Sean Douglas)

CD promozionale (Stati Uniti)
1. Boss (Radio Edit) – 2:51
2. Boss (Main) – 2:51
3. Boss (Instrumental) – 2:51

## Formazione
Musicisti
- Fifth Harmony – voci
- Ricky Reed – programmazione
- Joe London – programmazione
- Daylight – programmazione
- Daniel Kyriakides – corno

Produzione
- Ricky Reed – produzione, registrazione
- Joe London – produzione, registrazione
- Daylight – produzione, registrazione
- Taylor Parks – produzione vocale
- Daniel Zaidenstadt – registrazione
- Jaycen Joshua – missaggio
- Ryan Kaul – assistenza al missaggio
- Maddox Chhimm – assistenza al missaggio

## Classifiche
| Classifica (2014) | Posizione massima |
| ----------------- | ----------------- |
| Canada            | 75                |
| Regno Unito       | 21                |
| Repubblica Ceca   | 39                |
| Slovacchia        | 40                |
| Spagna            | 37                |
| Stati Uniti       | 43                |